# Дзюдоги
Дзюдоги (яп. 柔道着 дзю:до:ги) — японское название для формы одежды, используемой во время тренировок и соревнований по дзюдо, разновидность тренировочного костюма (кэйкоги). Костюм дзюдоги был создан, предположительно, Дзигоро Кано в конце XIX — начале XX века на основе традиционной одежды для занятий дзю-дзюцу, чтобы сделать её более пригодной для тренировок (были удлинены рукава куртки и штанины брюк). Дзюдоги стал первой современной униформой для занятия боевыми искусствами, и уже в 1905 году форма костюма для занятий дзюдо была утверждена комиссией Дай Ниппон Бутокукай.

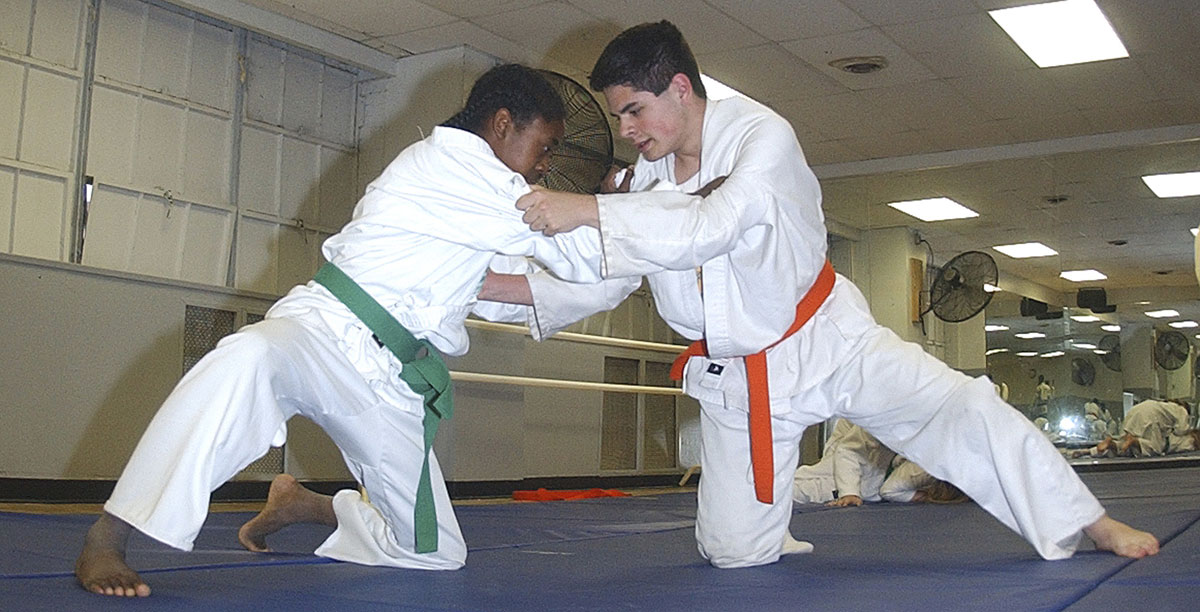
Эти двое дзюдоистов одеты в дзюдоги белого цвета

С течением времени дзюдоги претерпел ряд изменений, связанных с изменением покроя и материала. Первоначально дзюдоги был только традиционного белого цвета, то теперь для соревнований также используются дзюдоги синего цвета (для облегчения работы судей один из участников схватки одет в белое дзюдоги, а другой — в синее). Но и сейчас дзюдоги очень похож на одежду, использовавшуюся для тренировок более 100 лет назад.

## Общая информация
Дзюдоги состоит из трёх частей: плотной куртки «уваги» (яп. 上衣 уваги, букв. «пиджак»), брюк «дзюбон» (яп. ズボン дзюбон, букв. «штаны») (или ситабаки) и пояса «оби» (яп. 帯 оби, букв. «пояс»). Традиционно дзюдоги изготавливают из хлопка. В зависимости от назначения (для тренировок, для соревнований и т. п.) плотность материала, из которого изготавливают дзюдоги, может существенно различаться. Верхняя часть, воротник, отвороты и рукава куртки изготавливаются из более плотного материала, способного выдержать большие нагрузки при выполнении бросков с захватом за одежду. Колени брюк обычно также усиливаются с учётом требований борьбы в партере.
Каждая часть дзюдоги, даже задняя часть воротника куртки, имеет свои названия.

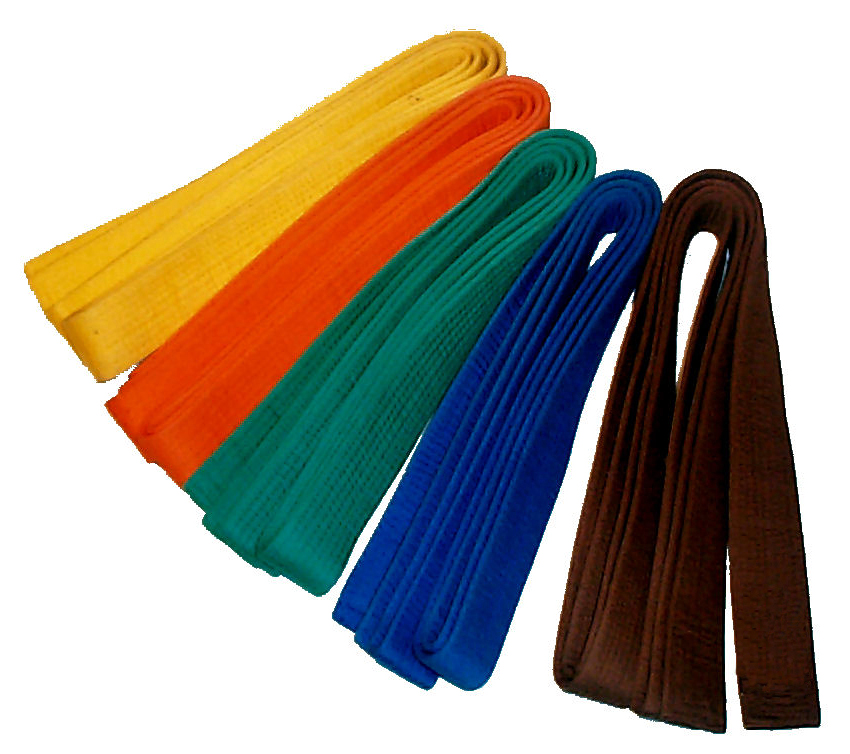
Ученические пояса различных цветов, используемые дзюдоистами

Поверх куртки завязывается пояс оби, обёртываемый два раза вокруг талии; узел завязывается спереди. Пояса для дзюдоги могут быть разного цвета, цвет пояса обозначает ранг дзюдоиста.

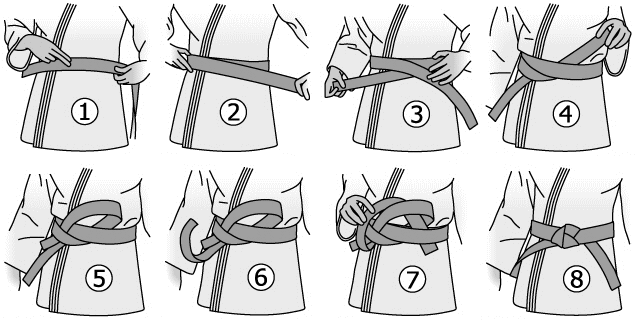
Как завязывать пояс дзюдоги

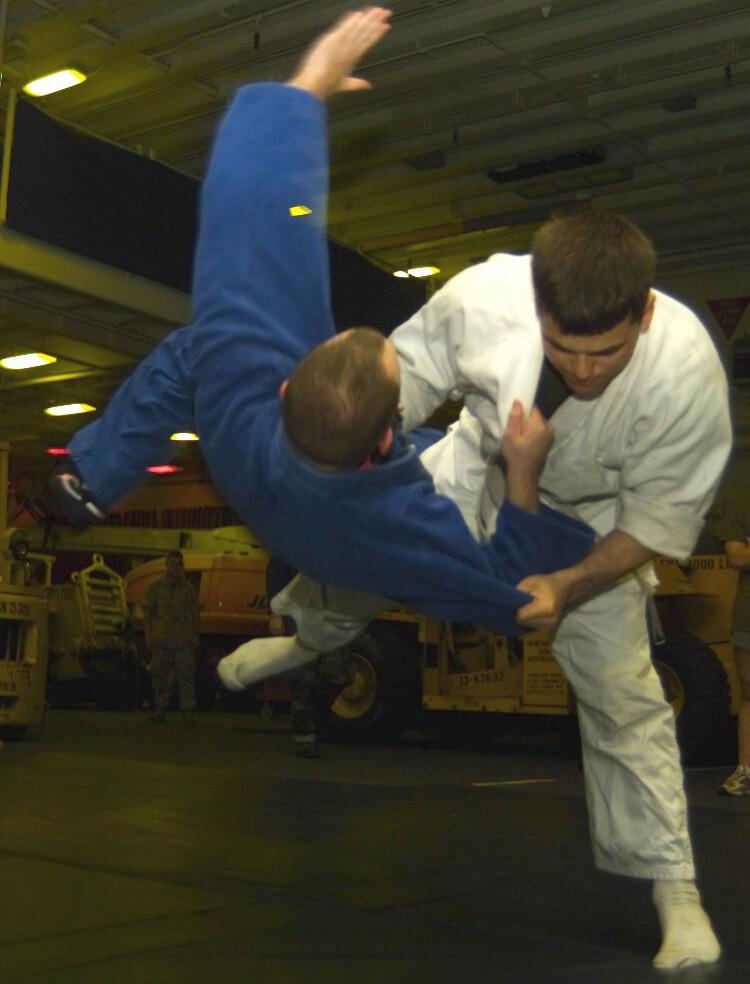
Дзюдоисты в дзюдоги разного цвета

Для дзюдоги, используемых спортсменами во время соревнований, размеры и плотность материала жёстко регулируются правилами Международной федерации дзюдо (IJF) для предотвращения получения кем-либо из спортсменов преимущества за счёт использования дзюдоги несоответствующего размера. Эти правила определяют длину рукавов куртки и штанин брюк, размер одежды и т. п. Во время соревнований спортсмен, одетый в дзюдоги, не соответствующий правилам, может быть дисквалифицирован судьёй. Кроме того, различные организации и федерации дзюдо могут устанавливать дополнительные правила, регламентирующие размещение информации об имени участника, национальной принадлежности его команды и рекламы на дзюдоги. Все дзюдоги, используемые во время соревнований, должны быть чистыми, не иметь прорех и не быть изношенными сверх меры.
При проведении соревнований национального или международного уровня разрешено использование участниками дзюдоги только белого и синего цветов (использование дзюдоги синего цвета в соревнованиях, проводимых IJF, было введено по предложению Антона Гесинка на Маастрихтском совещании комитета IJF по развитию дзюдо в 1986 году). Каждый участник соревнований должен иметь дзюдоги обоих указанных цветов, поскольку в каждой схватке судьями назначается, кто из участников будет выступать в дзюдоги белого, а кто — синего цвета. В большинстве организаций дзюдо разрешают занимающимся использовать во время тренировок дзюдоги любого цвета, хотя дзюдоги белого цвета считаются всё же более традиционными. В ряде организаций в некоторых случаях также могут использоваться дзюдоги других цветов, например, красного или чёрного.
Куртка дзюдоги запахивается только слева направо (левая пола сверху). Это связано с японской традицией, по которой все живые люди (и мужчины, и женщины) носят одежду с запахом на правую сторону, а умершего переодевают наоборот — с запахом одежды на левую сторону.
Дзюдоги традиционно надевается на голое тело. Для женщин допускается надевать под дзюдоги плотную футболку или спортивное бельё соответствующего цвета.

## Плотность дзюдоги
Дзюдоги изготавливаются различной плотности, и делятся на два основных класса: из ткани одинарного переплетения и двойного переплетения. Дзюдоги из ткани одинарного переплетения менее плотные и меньше весят (плотность материала верхней части куртки обычно 300—550 г/м²). Более тонкие дзюдоги менее прочны, хотя некоторые дзюдоисты могут предпочесть их для длительных тренировок, поскольку в них не так жарко.
Дзюдоги из ткани двойного переплетения толще и весят больше (плотность материала верхней части куртки обычно 650—1050 г/м²). На них сложнее взять захват, чем на дзюдоги из материала ткани одинарного переплетения, что может дать преимущество во время соревнований. Дзюдоги из ткани двойного переплетения меньше садятся при стирке и часто продаются уже после предварительной усадки, что необходимо учитывать при выборе размера дзюдоги. Дзюдоги из ткани двойного переплетения, как правило, стоят значительно дороже, чем дзюдоги из ткани одинарного переплетения сопоставимого качества.
Брюки дзюдоги не классифицируются как куртки по плотности материала, но, как правило, в комплекте с курткой из более плотной ткани продаются и брюки также из более плотного материала.
Куртки дзюдоги из ткани двойного переплетения, предназначенные для соревнований, обычно имеют вертикальный шов, проходящий посередине спины, соединяя две половины материала. В 90-е годы XX века производители дзюдоги стали делать этот шов довольно широким, фактически удваивая толщину материала на значительной части спинки, что на практике не позволяло противнику взять захват на этой части. Это привело к тому, что в 2005 году Международная федерация дзюдо внесла изменения в правила, запретив использовать участникам соревнований дзюдоги с шириной шва на спине более 3 см. В ряде национальных соревнований до сих пор разрешают использовать дзюдоги с более широким швом на спине.
Дзюдоги из ткани одинарного переплетения могут не иметь вертикального шва на спине, или он у них довольно узкий (в случае кроя спинки куртки из двух кусков материала) и не препятствует взятию захвата.

## Традиционный способ складывания дзюдоги
1. Разложить и расправить куртку.

Традиционный способ складывания дзюдоги. Красным пунктиром показаны линии сгиба.

2. Сложить брюки и положить их поверх сложенной куртки выровняв пояс брюк по уровню воротника куртки.
3. Сложить штанины брюк по длине куртки.
4. Сложить куртку по вертикали на линии брюк слева.
5. Сложить рукав по вертикали на линии брюк справа.
6. Сложить правую часть куртки аналогичным п. 4 образом.
7. Сложить правый рукав куртки аналогичным п. 5 образом.
8. Сложить куртку по горизонтали по двум линиям выше и ниже уровня пояса как показано на рисунке.
9. Сложить пояс и положить его на середину сложенной куртки.
10. Сложить куртку по горизонтали вокруг пояса.